# Alejandro González Iñárritu
Alejandro González Iñárritu (født 15. august 1963) er en mexicansk filminstruktør, manuskriptforfatter og filmproducent. Hans film Birdman, fra 2014, blev tildelt en Oscar for bedste film.

## Filmografi
- Love Is a Bitch (Amores Perros) – 1999
- 21 gram (21 Grams) – 2003
- Babel – 2006
- Biutiful – 2010
- Birdman – 2014
- The Revenant – 2015

Kortfilm
- Detrás del dinero (1995) (TV)
- El Timbre (1996)
- Powder Keg (2001) ("The Hire" serie for BMW)
- 11'09''01 September 11 – 2002 (Den mexicanske kortfilm.)
- «Anna» i Chacun son cinéma (2007)